# Delta Force Black Hawk Down
Delta Force Black Hawk Down este un joc video shooter first-person al companiei NovaLogic lansat pe 24 martie 2003 pentru Microsoft Windows. Acțiunea are loc în anul 1993 în timpul Războiului Civil din Somalia. Este cel de-al șaselea joc al seriei Delta Force.